# Brąchnówko
Brąchnówko – wieś w Polsce położona w województwie kujawsko-pomorskim, w powiecie toruńskim, w gminie Chełmża.
W latach 1975–1998 miejscowość administracyjnie należała do województwa toruńskiego. Według Narodowego Spisu Powszechnego (III 2011 r.) liczyła 264 mieszkańców. Jest czternastą co do wielkości miejscowością gminy Chełmża.

## Zabytki
We wsi znajduje się zabytkowy zespół dworski z pałacem i parkiem, z przewagą drzew bukowych.
Pałac w Brąchnówku, zbudowany przez Emila Czarlińskiego w 1866, został odrestaurowany w 1994 roku. Obecnie właścicielem budynku jest Gmina Chełmża. Na parterze znajduje się hol i sale przeznaczone pod działalność Stowarzyszenia Kulturalno–Oświatowego „Edukacja i Przyszłość”, które prowadzi szkołę; na piętrze znajdują się pomieszczenia biurowe Centrum Inicjatyw Kulturalnych Gminy Chełmża, Fundacji Ziemia Gotyku i dwa mieszkania prywatne.
W pałacu znajdowała się m.in. bogata biblioteka, którą przez jakiś czas opiekował się Wojciech Kętrzyński. W 1910 roku dokonano przebudowy pałacu, w czasie której powstały wtedy m.in. schody i taras (weranda) od strony Browiny (niezachowane). Przed 1939 na parterze znajdował się salon z obrazami i fortepianem, biblioteka z wyjściem na werandę, jadalnia, tzw. kredens (pomieszczenie z magazynem podręcznym i małą windą kuchenną transportującą posiłki przygotowywane w kuchni znajdującej się w piwnicy), spiżarnia, 2 pokoje biurowe i łazienka. Piętro zajmowały sypialnie, łazienki, garderoba, pokoje dziecinne, pokoik kucharki i służącej, pokoje bawialne (z wyjściem na taras nad wejściem) i pokój nauczycielki.
Otaczające dawniej pałac budynki gospodarcze nie zachowały się.
Równocześnie z zakończeniem budowy klasycystycznego pałacu wytyczono ostatecznie obszar parku, a drogę Browina-Brąchnówko poprowadzono łukiem wokoło parku (wcześniej, kiedy właściciele mieszkali w starym dworze, droga szła bezpośrednio przy nim). Niektórym ze znajdujących się w parku pomnikom przyrody w 2008 Rada Gminy nadała nazwy - imiona osób związanych i zasłużonych dla wsi. Znajduje się tu m.in. platan klonolistny Platanus hispanica „Stefan” (od urodzonego tu pierwszego wojewody pomorskiego Stefana Łaszewskiego) o obwodzie 460 cm.

## Galeria

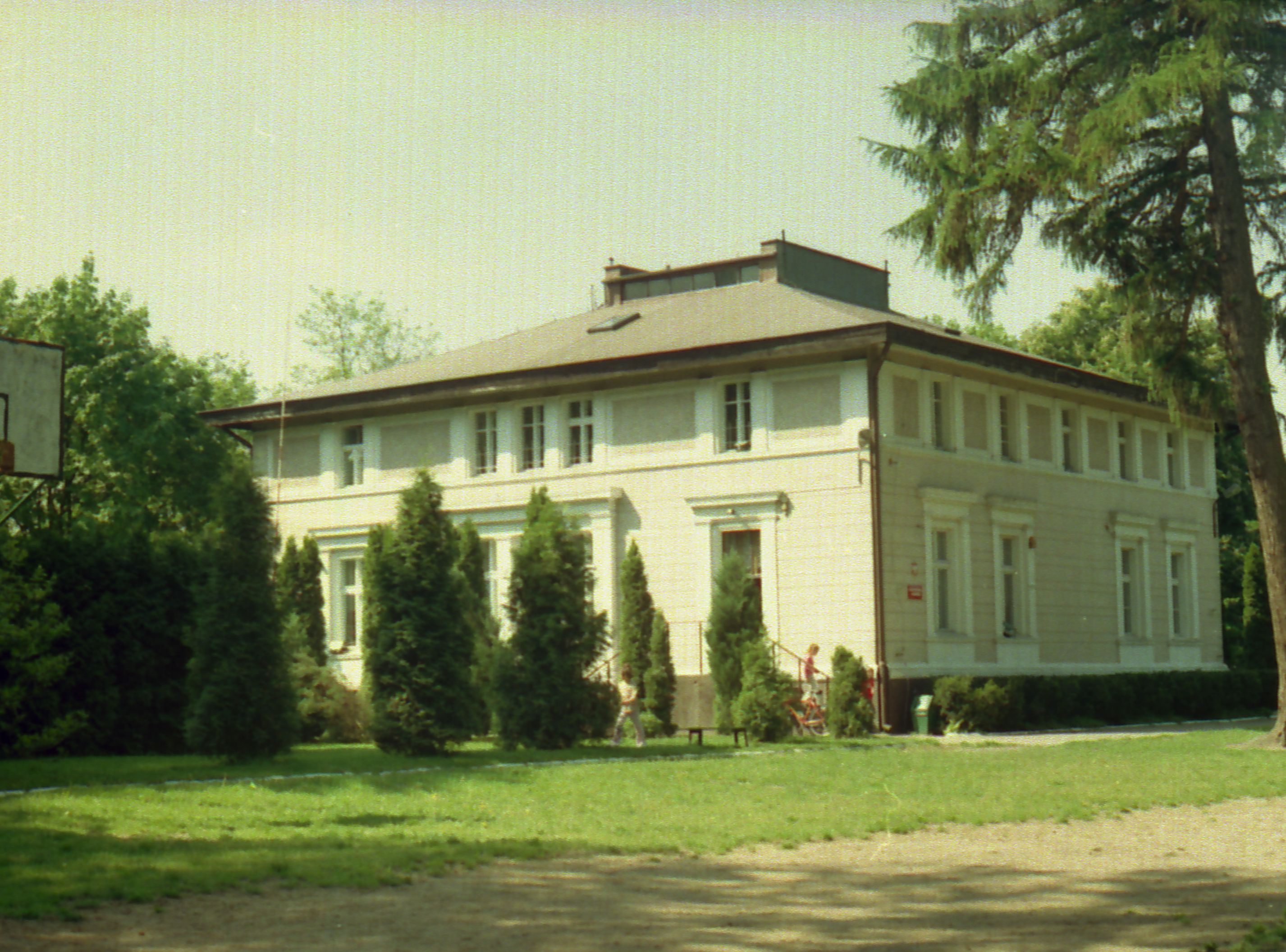
Pałac w Brąchnówku
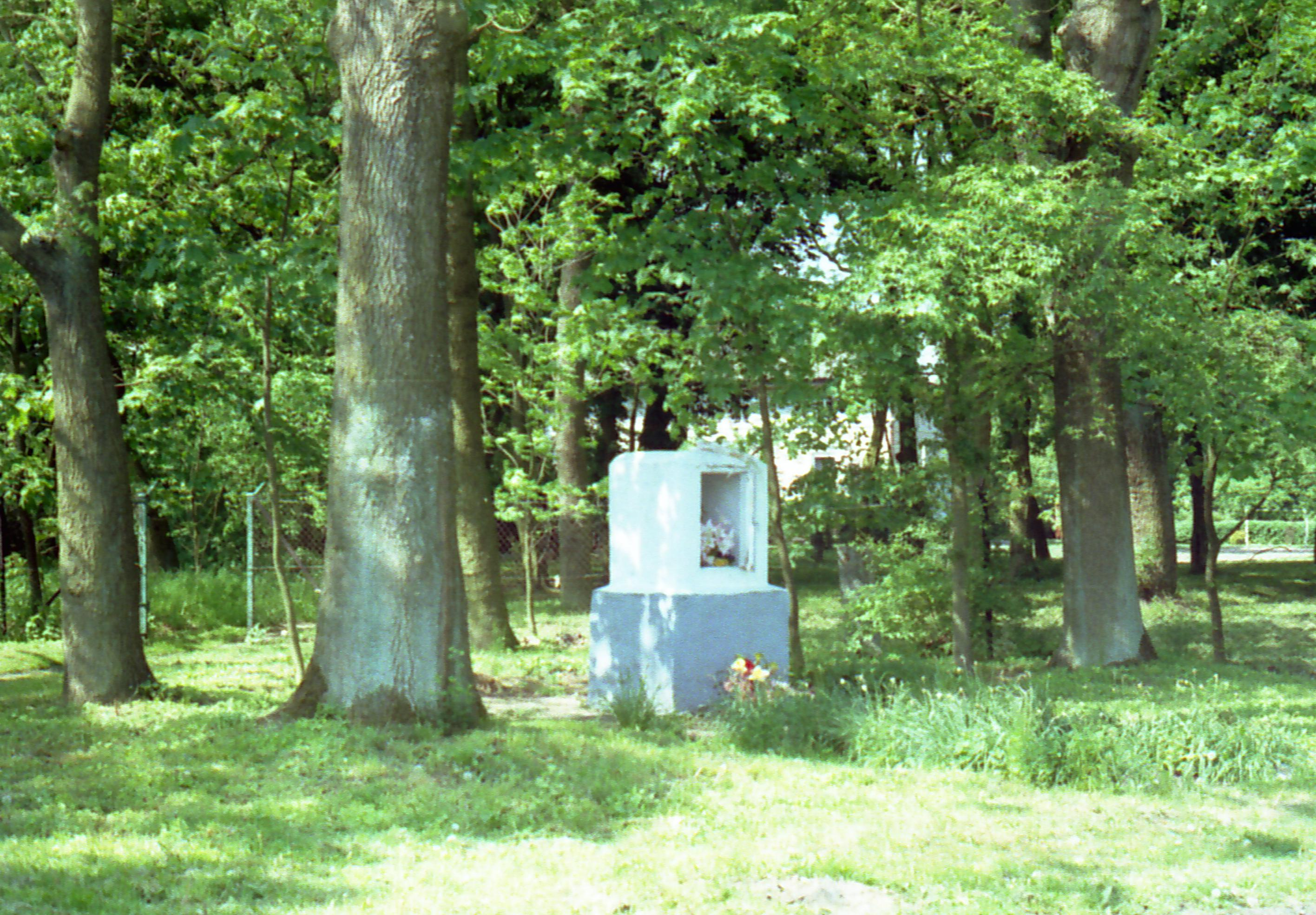
Kapliczka od strony północno-wschodniej i park koło pałacu
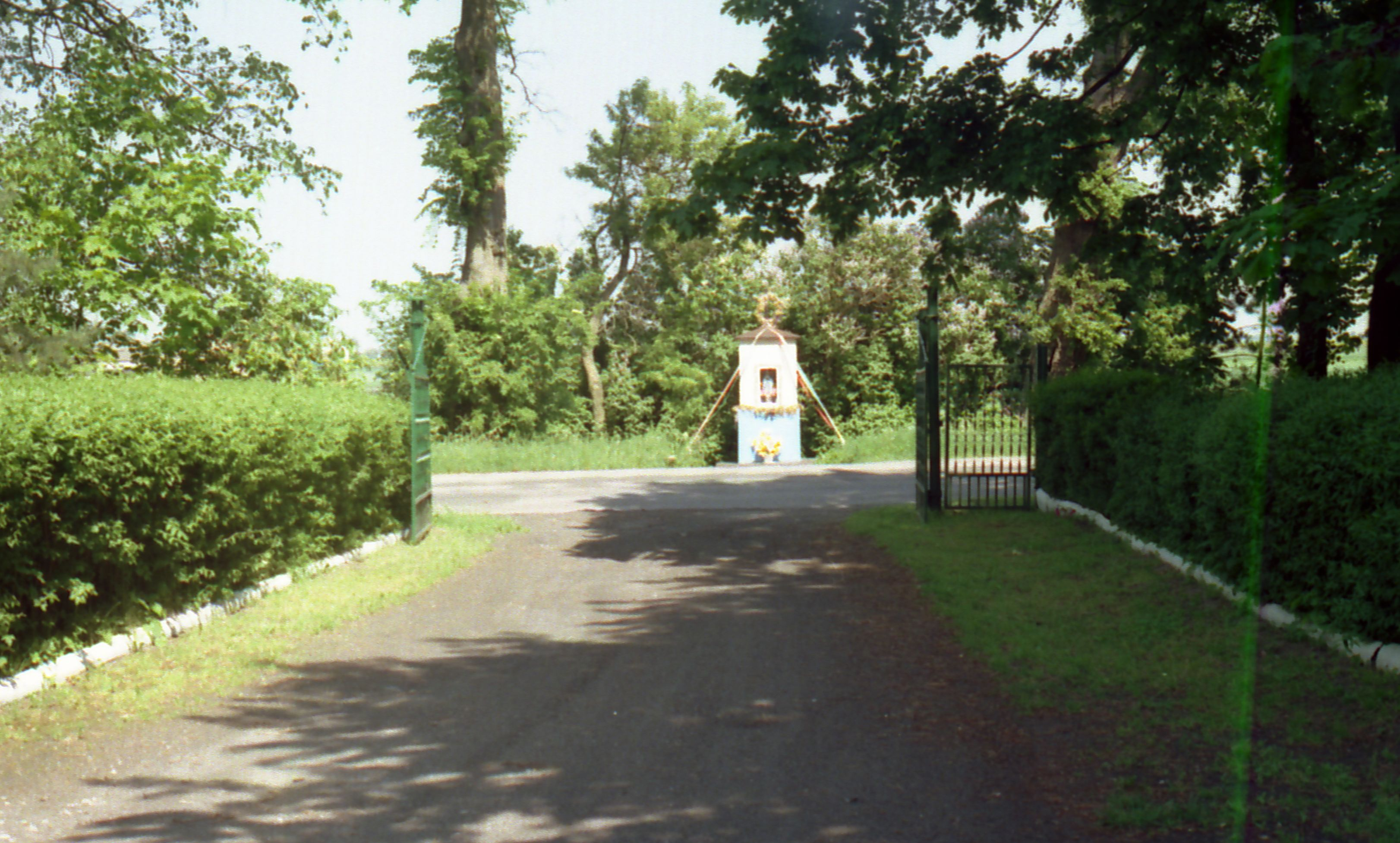
Kapliczka od strony północnej i park koło pałacu